# سایه‌روشن (فیلم ۱۳۹۲)
سایه روشن فیلمی به کارگردانی فرزاد مؤتمن، نویسندگی امیر افشار و تهیه‌کنندگی سید جمال ساداتیان محصول سال ۱۳۹۲ است.
.

## داستان
رامین، مردی میان سالی است که دچار فراموشی شده و زنی به او کمک می‌کند حافظه اش را به دست آورد.

## بازیگران
- محمدرضا فروتن
- شقایق فراهانی
- الهه استیری
- سونیا اسپهروم